# Stuart O’Connell
Stuart France O’Connell (ur. 11 maja 1935 w Lower Hutt, zm. 2 sierpnia 2019 w Auckland) – nowozelandzki duchowny rzymskokatolicki, marysta, w latach 1997-2011 ordynariusz diecezji Rarotonga na Wyspach Cooka.

## Życiorys
Święcenia kapłańskie przyjął 27 lipca 1960 w zakonie marystów. 8 listopada 1996 papież Jan Paweł II mianował go biskupem Rarotonga. Sakry udzielił mu 22 lutego 1997 jego zakonny współbrat i zarazem poprzednik na tej stolicy biskupiej, Robin Leamy SM. W maju 2010 osiągnął biskupi wiek emerytalny (75 lat), w związku z czym złożył rezygnację, którą papież Benedykt XVI przyjął z dniem 11 kwietnia 2011.